# Richard Clarke
Richard Lionel Clarke (ur. 25 czerwca 1949) – duchowny anglikański, od 2012 roku arcybiskup Armagh i prymasa Kościoła Irlandii
Absolwent Trinity College w Dublinie i King’s College London. W latach 1996–2012 biskup anglikański Meath i Kildare. W 2012 roku wybrany anglikańskim arcybiskupem Armagh.